# Bang-A-Boomerang
Bang-A-Boomerang – singiel zespołu ABBA spopularyzowany przez duet Svenne & Lotta. Demo utworu powstało we wrześniu 1974 roku na potrzeby nowego albumu ABBA. Tekst piosenki został napisany przez Benny’ego Anderssona, Björna Ulvaeusa i Stiga Andersona i początkowo miał nosić tytuł „Stop And Listen To Your Heart”. Tytuł utworu jest aluzją do aborygeńskich bumerangów, które mają powracać tak samo jak miłość.